# Forêt classée de Téré
Der Forêt classée de Téré ist ein Naturschutzgebiet der Provinz Houet im Westen Burkina Fasos nahe der Ortschaft Koundougou. Das 10.700 ha große Schutzgebiet umfasst Savannen und Trockenwälder im Zentrum sowie Galeriewälder entlang der beiden Wasserläufe, die es begrenzen.
Koordinaten: 11° 41′ 13,9″ N, 4° 24′ 42,1″ W